# San Isidro, San Mateo Sindihui
San Isidro är en ort i Mexiko.   Den ligger i kommunen San Mateo Sindihui och delstaten Oaxaca, i den sydöstra delen av landet, 300 km sydost om huvudstaden Mexico City. San Isidro ligger 1 452 meter över havet och antalet invånare är 265.
Terrängen runt San Isidro är huvudsakligen kuperad, men den allra närmaste omgivningen är bergig. Runt San Isidro är det glesbefolkat, med 12 invånare per kvadratkilometer. Närmaste större samhälle är Guadalupe Yosoyúa, 19,7 km nordväst om San Isidro. I omgivningarna runt San Isidro växer huvudsakligen savannskog.